# Trierarca

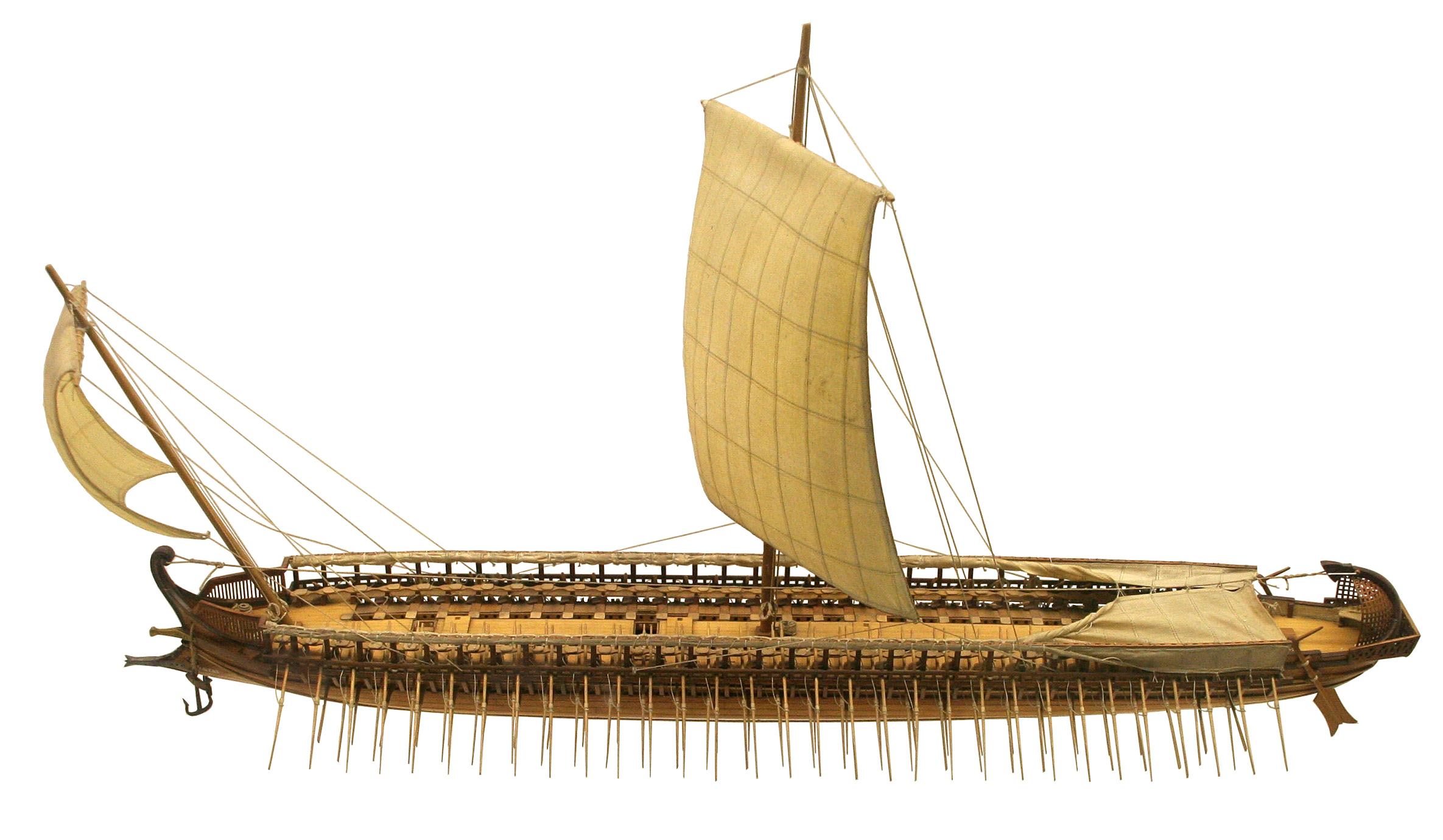
Maqueta de un trirreme griego.

Trierarca o trierarco (griego antiguo τριήραρχος/triērarchos, compuesto bitemático de triếrês, «trirreme» y árchein, «mandar») originalmente era el título de los oficiales que capitaneaban un trirreme en el mundo clásico griego. En Atenas y en algunas otras ciudades-estado se requería que este oficial pagase con sus propios fondos el equipamiento y el mantenimiento de la nave.
Desde la institucionalización de la función pública de las liturgias en época de los Pisistrátidas (en Atenas) y su desarrollo en los primeros decenios del siglo V a. C., trierarcas eran los ciudadanos adultos (en Atenas los de la primera clase censitaria, los pentacosiomedimnos) y metecos ricos a quienes anualmente designaban los magistrados (en Atenas competía a los generales) para costear, equipar y capitanear un trirreme. 
La flota ateniense, en Época Arcaica, estaba compuesta por barcos en propiedad de ciudadanos particulares y que estos aportaban a la guerra tras haberlos adaptado para desempeñar tareas militares. Este sistema se vio drásticamente modificado con la introducción del trirreme y con la guerra contra los persas.
Sin embargo, la marina ateniense no perdió por completo esta característica privada en la época clásica: cuando el gobierno de Temístocles asumió la construcción de una flota de 200 trirremes, se vio la imposibilidad de financiar completamente el sistema naval con fondos públicos. Esto no es de extrañar: el mantenimiento de tantos barcos, y sobre todo de tantos tripulantes (unos 200 por nave) era una carga muy pesada que la polis no podía asumir en su totalidad. Además, para administrar y controlar una flota de tan grandes dimensiones haría falta una considerable burocracia, lo cual encarecería aún más el mantenimiento.

## La trierarquía

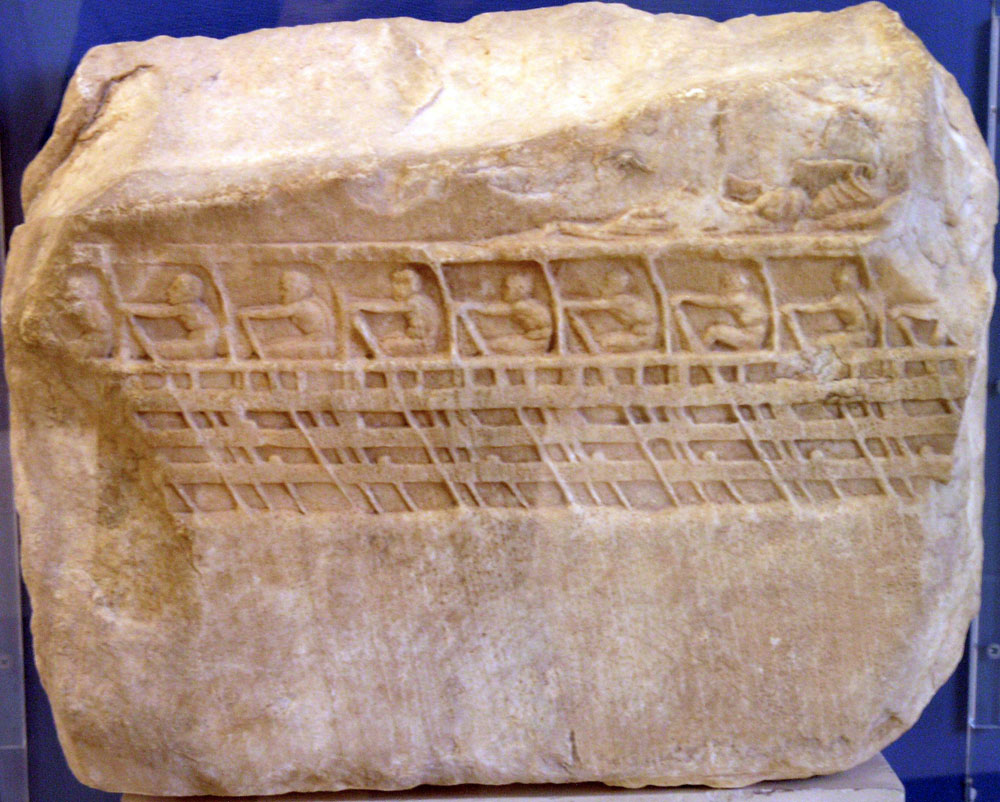
Relieve Lenormant: trirreme ateniense con nueve remeros, h. 410-400 a. C., Museo Arqueológico Nacional de Atenas.

La trierarquía (griego antiguo τριηραρχία/triêrarkhía) consistía básicamente en que a un ciudadano se le asignaba el cometido de alistar un trirreme para el combate, enrolar una tripulación y capitanear la nave durante el período de tiempo establecido (un año). Se conoce sobre todo el funcionamiento de la de Atenas en el siglo IV a. C., que tal vez date de la ley naval de Temístocles de 483/482 a. C.
El casco y los aparejos de la embarcación los aportaba la polis (ciudad), así como el astillero naval para efectuar el mantenimiento, mientras que el trierarca debía contratar y organizar los operarios que estaban encargados de poner la nave en condiciones de combatir. Con un poco de suerte, al trierarca se le asignaba un trirreme en buenas condiciones, que no necesitase más que una mano de pintura o la sustitución de una vela, pero también era posible que le tocase un auténtico despojo flotante, una nave vieja o gravemente averiada, que requería prácticamente ser reconstruida de quilla a perilla. Además, aunque nominalmente la ciudad se hacía cargo de aportar los materiales más caros (como la pez y alquitrán para el calafateo, la madera para los mástiles, el cordaje...), era muy habitual que el dinero necesario para las reparaciones más urgentes lo pusiera el trierarca de su propio bolsillo, del mismo modo que sucedía en ocasiones con la paga de los tripulantes. A esto había que añadir que el trierarca era responsable de que la nave fuese devuelta a la polis al término de la campaña militar y que el navío estuviera en buenas condiciones, momento en el cual la ciudad le reembolsaría los gastos. Todo esto bajo la hipótesis de que en el momento del regreso, la ciudad dispusiera de recursos financieros y liquidez: en caso de necesidad, el trierarca actuaba como prestamista a fondo perdido. Es plausible que de la construcción del trirreme se hiciese cargo el trierarca, pero parece que esta iniciativa era para demostrar adhesión a su ciudad. Para ahondar en las funciones del trierarca y su estado mayor a bordo de un buque de guerra, véanse Trirreme#El trierarca y Trirreme#Composición de la tripulación.
En Atenas y en el mundo griego antiguo existía una institución de política fiscal, la liturgia, que era una particular carga impositiva o financiación vinculada a un servicio público. Era un mecanismo de participación de los ciudadanos en la función pública, diferente del funcionariado, y existían básicamente dos tipos de liturgias: para las festividades las liturgias civiles, y para la flota una liturgia militar, la trierarquía. La liturgia implicaba que el ciudadano debía realizar o sufragar un servicio público (armar una nave, alojar una embajada, organizar un espectáculo teatral) con fondos de su propio bolsillo, a fondo perdido (es decir, con poca o ninguna posibilidad de recuperar el dinero), pero con la colaboración del Estado. Era un mecanismo de cofinanciación público-privado de un servicio o prestación, cuyo ejecutante nominal era el particular. Se consideraba un gran honor que a un ciudadano se le asignara una liturgia, y cumplirla con éxito reportaba gran prestigio. En el siglo IV a. C. hubo liturgos que asumieron más de una liturgia voluntariamente, pese a no estar obligados, para así demostrar su entrega a la polis, dado que estas prestaciones no eran servicios de carácter estrictamente económico, sino servicios cívicos de carácter honorífico.

Existen algunas formas de desembolso que se consideran honorables, por ejemplo el gasto en el servicio de los dioses, ofrendas votivas, edificación de obras públicas, sacrificios y oficios religiosos en general; el acto de beneficencia público más ambicionado es el deber, como se le estima en ciertos Estados, de equipar un coro o alistar una nave de guerra, o incluso celebrar un banquete público.
Aristóteles, Ética a Nicómaco 1222b.1

La flota era el resultado de enormes gastos, realizados por los trierarcas y la ciudad: a expensas públicas se daba una dracma por día a cada marinero y se entregaban 60 naves rápidas sin tripulación, 40 de transporte de hoplitas y una excelente oficialidad para ellas; los trierarcas contribuían con un suplemento al sueldo que el Estado pagaba a los remeros de la fila superior y a los oficiales, y por lo que hace a lo demás, empleaban un costoso equipo de enseñas y artilugios, afanándose por demostrar que su nave era la más rápida y maniobrera.
Tucídides, Historia de la guerra del Peloponeso VI.31

Los trierarcas, por tanto, eran personajes con un alto nivel económico, dado que los costes que podía representar el hecho de mantener una nave de este estilo eran muy elevados (en la moneda de entonces, el mantenimiento de un trirreme podía llegar a suponer un talento anual). Es más, a finales del siglo IV a. C. los trierarcas llegaron en muchas ocasiones a verse en la necesidad de compartir la responsabilidad de una sola nave, dado que el coste financiero había llegado a ser demasiado alto.

### En Atenas: siglos V-IVa.C.
En la Atenas de los siglos V y IV a. C., el trierarca era elegido por uno de los estrategos de entre los ciudadanos más ricos, metecos, arcontes no incluidos. Puede ser que los estrategos hiciesen la elección de una lista de trierarcas potenciales, «pero no disponemos de ninguna prueba irrefutable de su existencia». Aunque estaban obligados los mil doscientos ciudadanos atenienses más acaudalados, no se alcanzaba esta cifra al haber ciertas exenciones: las hijas epícleras (epiklēros), los niños huérfanos, los incapaces de pagar y los clerucos (klēroûkhoi). A la persona reservada se le eximía de prestación de otras liturgias durante los dos años siguientes. En el siglo V a. C., Atenas necesitaba varios centenares de trierarcas para mantener su flota. En el siglo IV a. C., se pasó de un centenar de trierarcas a principios de siglo a cuatrocientos en la época de Demóstenes. Este orador ateniense propuso añadir, a los mil doscientos contribuyentes que marcaba la ley, ochocientos más, calculando que sería el número de fortunas resultante de las exenciones.
La trierarquía representaba una carga financiera muy pesada, del orden de 4000 a 6000 dracmas, considerando que un trierarca juzgado responsable de la pérdida del navío también debía, según una inscripción de finales del siglo IV a. C., pagar una multa fija de 5000 dracmas, lo que correspondería al coste medio de construcción del barco. El montante de la liturgia variaba según el estado y la edad del trirreme asignado, así como de la duración de la campaña militar. En Los caballeros de Aristófanes, uno de los personajes amenaza así a uno de sus enemigos:

Haré que te nombren trierarca

con una nave vieja [a costa de tu dinero]

y no dejarás de gastar en ella

y de llevarla a reparar al astillero.

Me las apañaré para que recibas una vela que se caiga a pedazos.
Aristófanes, Los caballeros 912-918

Las trierarquías se multiplicaron durante la guerra del Peloponeso y Atenas introdujo, después de la expedición a Sicilia, el principio de la sintrierarquía, que trataba de repartir la carga económica entre dos personas que quedaban al mando cada una de un trirreme durante seis meses. La medida se reveló insuficiente, y tras la derrota ateniense en 404 a. C., y debido a que uno de los términos de la rendición estipulaba que la ciudad solo podía conservar doce naves, las trierarquías prácticamente se suspendieron hasta el 395 a. C., año en que comenzó la guerra de Corinto. El empobrecimiento generalizado que causó la guerra del Peloponeso afectó a las clases pudientes mermando su fortuna y dificultándoles afrontar la carga de la trierarquía. 
El comienzo de la reconstrucción del Imperio naval ateniense, y por ende de su recuperación económica, fue consecuencia de la victoria del navarco (almirante) ateniense Conón contra la escuadra espartana en el 394 a. C. en la batalla de Cnido. La tentativa de restableciemento de la hegemonía de Atenas en el Egeo, concretada en la formación en 378/377 a. C. de la Segunda Liga ateniense, se saldó con un fracaso: en 355 a. C., finalizada la Guerra de los Aliados (357-355 a. C.), Atenas tuvo que reconocer la independencia de sus aliados más poderosos: Quíos, Rodas, Cos y Bizancio. Los partidarios de una política pacifista y de restricción de gastos bélicos se impusieron en la dirección de la política exterior. Demóstenes se alineó con estos hombres, como se desprende del discurso que compuso para los acusadores de Leptines, quien dos años antes, cuando el resultado de la guerra aún era incierto, había presentado un proyecto de ley para la supresión de las inmunidades concernientes a las «liturgias ordinarias» (ἐγκύκλιοι λῃτουργίαι). Leptines pertenecía a lo que se podría llamar el «partido imperialista», que sostenía que únicamente el mantenimiento de la hegemonía en el Egeo aseguraría el buen funcionamiento de la democracia. Pero mantener dicha supremacía, que necesitaba del dinero de Atenas debido a los compromisos adquiridos con sus aliados en 378-377 a. C., no podía exigirse arbitrariamente. Por lo tanto, sobre los trierarcas recaería el pago de los gastos necesarios para el mantenimiento de una gran flota.
El agravamiento de la economía de Atenas condujo a la ley de Periandro, que en 357 a. C. estableció el sistema de la eisphorá en la trierarquía: creaba veinte grupos o sinmorías (συμμορίαι/summoríai) de 60 personas, que se repartían la responsabilidad de un trirreme, sin que ello significara la obligación de comandarla como anteriormente. Demóstenes, en 354 a. C. en su discurso Contra Leptines, alude a este decreto legislativo de Periandro sobre la trierarquía; ley que según la historiadora francesa Claude Mossé, tuvo por efecto el reparto de la carga sobre un mayor número de contribuyentes al extender el sistema de las sinmorías a la trierarquía y transformar la liturgia en un verdadero tributo. Años más tarde, en el discurso Sobre la corona, Demóstenes reforzará esta ley que tuvo el efecto de aligerar a los ricos de una gran carga, y que cuando trató de cambiar, se encontró con una fuerte oposición. Fue entonces cuando el antagonismo entre la minoría rica, los trescientos obligados a la proeisphorá (προεισφορά) y a la trierarquía, y la masa del demos (δῆμος) alcanzó mayor intensidad. En consecuencia, a iniciativa de Demóstenes la Asamblea ateniense aprobó una ley en 340 a. C. por la que este sistema se abandonó y se volvió a la asunción por un solo individuo, de entre los 300 ciudadanos atenienses más ricos, del coste de mantenimiento y mando de la nave. Sobre esta ley, Hansen se apunta a la interpretación, mayoritaria según él, de que se trataba una vez más de limitar la trierarquía a 300 ciudadanos, J. K. Davies está de acuerdo con Hansen, y añade que se conoce el nombre de todos los trierarcas de dicho año, el de cinco de ellos proporcionado por IG II2 I.1941.
No se sabe con certeza el momento en que un ateniense podía estar sujeto a trierarquía. El orador Iseo indica que un patrimonio de cinco talentos (30 000 dracmas) era suficiente: «mis adversarios poseían en propiedad un patrimonio suficiente para la trierarquía, estimado en cinco talentos…», pero esta declaración parece inverosímil en virtud de la sangría económica que supondría. En efecto, un patrimonio tal generaría una renta anual de 2400 dracmas —el rendimiento medio de la tierra era del 8 % en el siglo IV a. C.— lo que era insuficiente para cubrir el coste de una trierarquía y apenas bastaba para una sintrierarquía. Es posible que Iseo exagerara voluntariamente para apesadumbrar a sus adversarios, o que los ciudadanos, por el deseo de anticiparse, se propusieran para ser trierarcas con medios económicos modestos. Inversamente, los ciudadanos que se sabe que fueron trierarcas poseían fortunas del orden del doble de la cifra que cita Iseo: 8,5 talentos al menos Critóbulo, 10 talentos Demóstenes, y más de 16 talentos (80 minas), Diceógenes. Un capital de 10 talentos parece pues que era un montante mínimo verosímil, es decir, un 3,33 % de la fortuna total para una sintrierarquía.
En una horquilla temporal que abarca del 360 al 304/303 a. C., Giovanna Daverio-
Rocchi enumera una serie de bouletas, pertenecientes a la tribu ateniense Pandionisia, quienes ellos mismos o sus descendientes fueron, además, trierarcas o sintrierarcas. La lista aparece en la página 39 de este artículo: Transformations de rôle dans les institutions d'Athènes au IVe siècle par rapport aux changements dans la société. In: Dialogues d'histoire ancienne. Vol. 4, 1978

### La trierarquía fuera de Atenas: evolución posterior
La trierarquía como liturgia desapareció en algún momento de la historia de la antigua Atenas, sin que se tenga conocimiento sobre las causas. No obstante, subsistió en otros lugares. La epigrafía y la historiografía han proporcionado textos alusivos a la trierquía: trierarcas liturgos al mando de un barco, o meramente oficiales de las marinas de guerra helenísticas y romanas.
En un artículo de 1912, A. Andréadès asegura que Alejandro Magno tuvo que «resucitar» la trierarquía griega a orillas del río Indo en esta cita: «Para la flota de Oriente existe un enigma. No se sabe, exactamente, cómo se construyó tan rápidamente, ni el número de barcos que la componían, ni en qué medida la institución griega de la trierarquía, resucitada a orillas del Indo, alivió al tesoro (...)». Añade en una nota al pie «que Alejandro verdaderamente lo supiera, es evidente por el hecho de que hizo incendiar la tienda de campaña de Eumenes, porque sospechaba que ocultaba tesoros y que no desempeñaba con generosidad sus obligaciones litúrgicas».
En el periodo helenístico la trierarquía se mantuvo en Egipto, en particular durante el reinado de los Ptolomeos, y en numerosas ciudades, como Priene. De esta ciudad existe una inscripción de comienzos del último tercio del siglo II a. C., conocida con el nombre Inscripción de Priene I. El texto, relativo a la venta del sacerdocio de Dioniso Fleós, señala que el comprador que pague más de 12 000 dracmas quedará exento de la trierarquía.
Existía aún en el siglo I a. C. en ciudades libres como Rodas o sujetas a Roma como Mileto. En 214 a. C., la República romana inmersa en la segunda guerra púnica, necesitaba equipar la flota, (cien naves según Tito Livio) y carecía de fondos para las tripulaciones. Claude Nicolet subraya que «a inspiración de la trierarquía» se habilitó un método extraordinario, consignado por Tito Livio: un senadoconsulto dispuso que la marinería fuera pagada por particulares, cuyas rentas o las rentas de su padre hubieran sido evaluadas como mínimo en 50 000 ases, durante la censura de 220 a. C. de Lucio Emilio Papo y Cayo Flaminio.
En un epitafio bilingüe hallado cerca de la localidad italiana de Velletri, y escrito entre 36 y 28 a. C., aparece expresamente, en latín y en griego, la palabra «trierarcas» referida a algunos de los que honran al difunto. 

M. Mindio M. f. Marcell[o] prafecto classis qui meilitant Caesari nauarchi et trierarchi patrono. οἱ στρατευόμενοι Καίσαρι ναύαρχοι καὶ τριήραρχοι Μάρκον Μίνδιον Μάρκελλον τὸν ἔπαρχον τοῦ στόλου. SEG IV, 102. (Traducción del texto en latín: «A M. Mindio Marcelo, prefecto de la flota, [lo dedican] los navarcos y trierarcos que combaten con César en calidad de patrono».)

Según la distinción establecida en la armada romana, de ordinario los navarchi (navarcos) capitaneaban las naves grandes y los trierarchi las unidades pequeñas. Este oficial sirvió a las órdenes de Augusto en las campañas contra Sexto Pompeyo en la guerra de Sicilia.